# Мазюня
Мазюня — русское кондитерское изделие, чаще всего из измельчённой сушёной редьки, заваренной в белой патоке. Название происходит от глагола «мазать», поскольку полученная сладкая масса преимущественно намазывалась на хлеб.

## Рецепт
Кусочки корня редьки сушились в печи или на солнце. Затем их толкли и просеивали через сито, получая своеобразную «муку». Одновременно с этим заваривалась патока. В редечную муку выливали готовую патоку, добавляя туда разные пряности: мускат, гвоздику, перец. После этого ставили в печь на двое суток, хорошо запечатав горшочек. Держали там до тех пор, пока масса не становилась достаточно густой. Таким же образом готовили мазюню из арбузов, сухих вишен.